# Lísek
Lísek település Csehországban, a Žďár nad Sázavou-i járásban. Lísek Velké Janovice, Věcov, Bystřice nad Pernštejnem, Nové Město na Moravě, Písečné, Zubří (Žďár nad Sázavou-i járás) és Bohuňov településekkel határos. Lakosainak száma 351 fő (2024. január 1.).

## Népesség
A település lakosságának változását az alábbi diagram mutatja:
| Lakosok száma | 729  | 715  | 739  | 452  | 385  | 366  | 372  | 377  | 391  | 351  |
|               | 1869 | 1890 | 1921 | 1950 | 1980 | 2001 | 2017 | 2019 | 2022 | 2024 |